# Жанаказанський сільський округ
Жанаказа́нський сільський округ (каз. Жаңақазан ауылдық округі, рос. Жанказанский сельский округ) — адміністративна одиниця у складі Жангалинського району Західноказахстанської області Казахстану. Адміністративний центр — село Жанаказан.
Населення — 2156 осіб (2021; 2925 у 2009, 3075 у 1999, 3043 у 1989).
Станом на 1989 рік існувала Джангалинська сільська рада (села Айпсай, Балдирган, Жуалиой, Нова Казанка). Село Балдирган ліквідовано 2021 року.

## Склад
До складу округу входять такі населені пункти:
| Населений пункт | Старі назви  | Населення, осіб (1989) | Населення, осіб (1999) | Населення, осіб (2009) | Населення, осіб (2021) |
| --------------- | ------------ | ---------------------- | ---------------------- | ---------------------- | ---------------------- |
| Балдирган, село | -            | 181                    | 131                    | 59                     | -                      |
| Жанаказан, село | Нова Казанка | 2233                   | 2447                   | 2240                   | 1809                   |
| --Аїпсай, село  | Айпсай       | 171                    | 0                      | -                      | 14                     |
| Жуалиой, село   | -            | 458                    | 497                    | 626                    | 333                    |